# 細谷昂
細谷 昂（ほそや たかし、1934年8月28日 - ）は、日本の社会学者。東北大学名誉教授。農村社会学など。
東京市生まれ。1957年東北大学文学部哲学科卒業。62年同大学院文学研究科博士課程単位取得退学、東北福祉大学講師。1963年東北大学教養部川内分校講師。66年助教授。77年教授。93年同情報科学研究科教授。98年定年退官、名誉教授、岩手県立大学総合政策学部教授。2005年退職。

## 著書
- 『社会科学への視角 マックス・ウェーバー批判』汐文社 新社会学双書 1969
- 『現代社会学と組織論』誠信書房 現代社会研究シリーズ 1970
- 『マルクス社会理論の研究 視座と方法』東京大学出版会 現代社会学叢書 1979
- 『現代と日本農村社会学』東北大学出版会 1998
- 『家と村の社会学 東北水稲作地方の事例研究』御茶の水書房 2012
- 『庄内稲作の歴史社会学　手記と語りの記録』御茶の水書房 2016
- 『小作農民の歴史社会学　「太一日記」に見る暮らしと時代』御茶の水書房 2019
- 『日本の農村　農村社会学に見る東西南北』筑摩書房〈ちくま新書〉2021

### 共編著
- 『稲作農業の展開と村落構造 山形県西田川郡旧京田村林崎の事例』菅野正,田原音和共著 御茶の水書房 村落社会調査研究叢書 1975
- 『講座・社会学史 1 (社会学の成立)』田原音和 河村望,三溝信共編 人間の科学社 1976
- 『現代への社会学的接近』八木正共編 アカデミア出版会 1978
- 『マルクス経済学・哲学草稿』畑孝一、中川弘、溝田勝共著 有斐閣新書 古典入門 1980
- 『社会学の視角 個人と社会』高橋明善ほか共編著 アカデミア出版会 1987
- 『現代社会学の視界』八木正共著 アカデミア出版会 1989
- 『見える現代 社会学の眼』樋口晟子共編著 アカデミア出版会 イアス叢書 1991
- 『農民生活における個と集団』秋葉節夫,伊藤勇,小林一穂,中島信博共著 御茶の水書房 1993
- 『現代社会学とマルクス』編著 アカデミア出版会 1997
- 『沸騰する中国農村』中島信博,藤山嘉夫,牛鳳瑞, 菅野正,小林一穂,不破和彦共著 御茶の水書房 1997
- 『再訪・沸騰する中国農村』吉野英岐,佐藤利明,劉文静,小林一穂,孫世芳, 穆興増,劉増玉共著 御茶の水書房 2005

## 論文
- Cinii

## 注
1. ↑  『現代日本人名録』2002年
2. ↑  『家と村の社会学』著者紹介